# زبان هیری موتو
زبان هیری موتو یکی از زبان‌های رسمی پاپوآ گینه نو است. این زبان ساده‌شدهٔ زبان موتو از خانوادهٔ زبان‌های آسترونزیایی است. هیرو موتو مشخصه‌هایی هم از یک نیم‌زبان و هم کریول را دارامی‌باشد. با این‌که این زبان ساده‌شدهٔ زبان موتو است و با وجود شباهت‌های واژگانی و خاستگاه نحوی مشترک، به علت تفاوت‌های دستوری و واج‌شناسی، درک زبان متقابل برای گویشوران این دو زبان دشوار است. در سال‌های گذشته استفاده از دو زبان انگلیسی و توک پیسین، کاربرد هیری موتو را کاهش داده‌است.